# Protanilla bicolor
Protanilla bicolor is een mierensoort uit de onderfamilie van de Leptanillinae. De wetenschappelijke naam van de soort is voor het eerst geldig gepubliceerd in 2002 door Xu.